# Academia Malagueña de Ciencias
La Academia Malagueña de Ciencias es una corporación de derecho público con sede en la ciudad de Málaga, España, y que tiene como objetivo promover investigaciones, organizar reuniones científicas, conferencias, seminarios, coloquios, congresos y todo cuanto redunde en el estudio, fomento, desarrollo e investigación de la ciencia en general, según sus propios estatutos. Es academia asociada al Instituto de España y miembro del Instituto de Reales Academias de Andalucía.

## Historia
La academia fue fundada en 1872 mediante la transformación de una entidad anterior llamada Sociedad Malagueña de Ciencias, que a su vez provenía de la Academia de Ciencias y Buenas Letras de Málaga, fundada en 1757. En su fundación participaron científicos (Orueta, Prolongo, Sala, Parodi...); investigadores, (Guillén Robles, Rodríguez de Berlanga, Loring...); técnicos y urbanistas, (Sancha, Strachan, Giménez Lombardo...); industriales (Heredia, Larios, Huelin...); comerciantes (Galwey, Scholtz, Ground, Crooke..., abogados (Ramos Puente...), médicos (Franquelo Ramos, Orellana Toledano...) y otros socios protectores de empresas industriales y mercantiles malagueñas. Su presidente actual es Fernando Orellana Ramos.
Está integrada por cincuenta personas académicas de número, veinte personas académicas de honor, veinticinco personas académicas correspondientes y personas académicas de mérito en número indeterminado.